# Missy Elliott
Melissa Arnette Elliott, känd som Missy Elliott, född 1 juli 1971 i Portsmouth, Virginia, är en amerikansk sångerska, textförfattare och musikproducent.
Elliott var från början känd som Missy "Misdemeanor" Elliott, men släppte "Misdemeanor" från sitt artistnamn år 2003, och går nu under namnet "Missy Elliott". Med skivförsäljningar på mer än 20 miljoner album världen över , är hon den mest sålda kvinnliga rap-artisten genom tiderna.
Känd för bland andra hitsen "The Rain (Supa Dupa Fly)", "Hit 'Em Wit Da Hee", "Get Ur Freak On", "One Minute Man", "Work It" och "Lose Control" är Missy Elliott inte bara en av de största, utan också en av de första kvinnliga hiphop-artisterna. Dessutom har hon blivit erkänd som en av de mest framgångsrika låtskrivarna i modern musikhistoria. Hon har till exempel skrivit låtar för artister som Melanie Brown, Fantasia, Aaliyah, 702, Total, Nelly Furtado, Ciara, Nicole Wray och Tweet; ofta tillsammans med sin barndomskompis, producenten Timbaland. Hon var den fjärde kvinnliga rapparen någonsin att få ett platinaalbum efter Lil' Kim, Foxy Brown och Da Brat, vilka hon senare gått förbi med sitt rekordantal på sex platinaalbum.
Missy Elliott medverkar i filmen Honey från 2003.

## Diskografi
Studioalbum
- 1997 – Supa Dupa Fly
- 1999 – Da Real World
- 2001 – Miss E...So Addictive
- 2002 – Under Construction
- 2003 – This Is Not A Test!
- 2005 – The Cookbook

Samlingsalbum
- 2005 – Recipe of Hits
- 2006 – Respect M.E.
- 2012 – Misdemeanor
- 2013 – Original Album Series